# Шон Бартлетт
Шон Бартлетт (англ. Shaun Bartlett; нар. 31 жовтня 1972, Кейптаун) — південноафриканський футболіст, що грав на позиції нападника.
Виступав, зокрема, за клуб «Чарльтон Атлетик», а також національну збірну ПАР. У складі збірної — володар Кубка африканських націй.

## Клубна кар'єра
У дорослому футболі дебютував 1991 року виступами за команду «Кейптаун Сперс» з його рідного міста, в якій провів чотири сезони, взявши участь у 116 матчах чемпіонату.
З 1996 року грав у МЛС за «Колорадо Репідс» та «Нью-Йорк Метростарс», але у складі нью-йоркського клубу не закріпився і здавався в оренду у «Кейптаун Сперс» та «Цюрих». Згодом швейцарський клуб викупив контракт гравця.
У 2000 році Бартлетт був відправлений в оренду в англійський «Чарльтон Атлетик» і теж згодом був викуплений у суму 2 мільйони фунтів стерлінгів. Гол Бартлетта у матчі проти «Лестер Сіті» був визнаний кращим у Прем'єр-лізі у сезоні 2000/01. У «Чарльтоні» Шон грав до травня 2006 року, зігравши 123 матчі і забивши 24 голи у Прем'єр-лізі.
Протягом 2006—2008 років захищав кольори клубу «Кайзер Чіфс», після чого вирішив закінчити кар'єру. Але після декількох обговорень він повернувся у футбол на один сезон, який провів у клубі «Блумфонтейн Селтік».

## Виступи за збірну
26 квітня  1995 року дебютував в офіційних іграх у складі національної збірної ПАР в матчі проти збірної Лесото. Наступного року у складі збірної був учасником Кубка африканських націй 1996 року у ПАР, здобувши того року титул континентального чемпіона.
Через два роки зіграв на історичному першому для «бафана-бафана» чемпіонаті світу 1998 року у Франції. На турнірі Бартлетт відзначився дублем в останньому матчі проти Саудівської Аравії, проте його команда зіграла внічию 2:2 і не вийшла з групи.
Згодом брав участь у Кубку африканських націй 2000 року у Гані та Нігерії, на якому команда здобула бронзові нагороди, а Бартлетт з 5 голами став найкращим бомбардиром турніру, а також наступному Кубку африканських націй 2002 року у Малі, де його збірна вилетіла на стадії чвертьфіналу.
Протягом кар'єри у національній команді, яка тривала 11 років, провів у формі головної команди країни 74 матчі, забивши 28 голів (2-й показник після Бенні Маккарті).

### Голи за збірну
| #  | Дата                | Місце             | Суперник          | Рахунок | Результат | Турнір                   |
| -- | ------------------- | ----------------- | ----------------- | ------- | --------- | ------------------------ |
| 1  | 24 листопада 1995   | Ммабатхо, ПАР     | Єгипет            | 2-0     | 2-0       | Кубок Чотирьох Націй     |
| 2  | 26 листопада 1995   | Йоганнесбург, ПАР | Зімбабве          | 1-0     | 2-0       | Кубок Чотирьох Націй     |
| 3  | 26 листопада 1995   | Йоганнесбург, ПАР | Зімбабве          | 2-0     | 2-0       | Кубок Чотирьох Націй     |
| 4  | 31 січня 1996       | Йоганнесбург, ПАР | Гана              | 2-0     | 3-0       | КАН-1996                 |
| 5  | 15 червня 1996      | Йоганнесбург, ПАР | Малаві            | 1-0     | 3-0       | Кваліфікація на ЧС-1998  |
| 6  | 15 червня 1996      | Йоганнесбург, ПАР | Малаві            | 3-0     | 3-0       | Кваліфікація на ЧС-1998  |
| 7  | 11 жовтня 1997      | Ланс, Франція     | Франція           | 1-0     | 1-2       | Товариський матч         |
| 8  | 20 травня 1998      | Йоганнесбург, ПАР | Замбія            | 1-1     | 1-1       | Товариський матч         |
| 9  | 24 червня 1998      | Бордо, Франція    | Саудівська Аравія | 1-0     | 2-2       | ЧС-1998                  |
| 10 | 24 червня 1998      | Бордо, Франція    | Саудівська Аравія | 2-2     | 2-2       | ЧС-1998                  |
| 11 | 3 жовтня 1998       | Йоганнесбург, ПАР | Ангола            | 1-0     | 1-0       | Кваліфікація на КАН-2000 |
| 12 | 1999-02-27          | Мабопане, ПАР     | Габон             | 3-1     | 4-1       | Кваліфікація на КАН-2000 |
| 13 | 23 січня 2000       | Кумасі, Гана      | Габон             | 2-1     | 3-1       | КАН-2000                 |
| 14 | 23 січня 2000       | Кумасі, Гана      | Габон             | 3-1     | 3-1       | КАН-2000                 |
| 15 | 27 січня 2000       | Кумасі, Гана      | ДР Конго          | 1-0     | 1-0       | КАН-2000                 |
| 16 | 2 лютого 2000 року  | Кумасі, Гана      | Алжир             | 1-0     | 1-1       | КАН-2000                 |
| 17 | 12 лютого 2000 року | Аккра, Гана       | Туніс             | 1-0     | 2-2       | КАН-2000                 |
| 18 | 8 квітня 2000       | Масеру, Лесото    | Лесото            | 1-0     | 2-0       | Кваліфікація на ЧС-2002  |
| 19 | 23 квітня 2000      | Блумфонтейн, ПАР  | Лесото            | 1-0     | 1-0       | Кваліфікація на ЧС-2002  |
| 20 | 16 грудня 2000 року | Йоганнесбург, ПАР | Ліван             | 1-0     | 2-1       | Кваліфікація на КАН-2002 |
| 21 | 27 січня 2001       | Рустенбург, ПАР   | Буркіна-Фасо      | 1-0     | 1-0       | Кваліфікація на ЧС-2002  |
| 22 | 5 травня 2001       | Йоганнесбург, ПАР | Зімбабве          | 1-0     | 2-1       | Кваліфікація на ЧС-2002  |
| 23 | 10 листопада 2001   | Йоганнесбург, ПАР | Єгипет            | 1-0     | 1-0       | Турнір Нельсона Мандели  |
| 24 | 19 листопада 2002   | Йоганнесбург, ПАР | Сенегал           | 1-0     | 1-1       | Турнір Нельсона Манделые |
| 25 | 22 червня 2003      | Полоквані, ПАР    | Кот-д'Івуар       | 1-0     | 2-1       | Кваліфікація на КАН-2004 |
| 26 | 3 липня 2004        | Йоганнесбург, ПАР | Буркіна-Фасо      | 2-0     | 2-0       | Кваліфікація на ЧС-2006  |
| 27 | 17 листопада 2004   | Йоганнесбург, ПАР | Нігер             | 1-0     | 2-1       | Турнір Нельсона Мандели  |
| 28 | 7 вересня 2005      | Бремен, Німеччина | Німеччина         | 1-1     | 2-4       | Товариський матч         |

## Титули і досягнення

### Командні
- Чемпіон ПАР: 1995
- Володар Кубка ПАР: 1995
- Володар Кубка африканських націй: 1996
- Бронзовий призер Кубка африканських націй: 2000
- Володар Кубка Швейцарії: 2000
- Володар Кубка Восьми: 2008

### Особисті
- Найкращий бомбардир Кубка африканських націй: 2000
- Автор найкращого голу англійської Прем'єр-ліги[en]: 2000-01